# Charadai
Charadai is een plaats in het Argentijnse bestuurlijke gebied Tapenagá in de provincie Chaco. De plaats telt 2.538 inwoners.